# João Wilson Mendes Melo
João Wilson Mendes Melo (Mossoró, 3 de junho de 1921 – Natal, 19 de maio de 2020) foi um historiador, professor e escritor brasileiro. Filho primogênito de Mirabeau da Cunha Melo e de Cândida Filgueira Mendes.

## Biografia
Nasceu em Mossoró, às margens do rio do mesmo nome, no sítio denominado Canto dos Filgueiras, no Rio Grande do Norte.
Iniciou seus estudos na mesma cidade, concluindo o primário em Ceará-Mirim e o então secundário em Natal, no Colégio Santo Antônio, dos irmãos Maristas e no Atheneu Norte RioGrandense. Bacharelou-se em Direito e Ciências Sociais pela Faculdade de Direito de Alagoas, em Maceió.
Dedicando-se à leitura dos autores brasileiros e franceses, começou desde cedo a redigir crônicas, artigos e alguns poemas que foram publicados nos jornais da época, sobretudo A República, O Diário e A Ordem. Pertenceu à Academia de Letras do Atheneu, iniciativa dos alunos do mesmo estabelecimento do ensino público estadual. Sua atividade principal foi a de professor, tendo ensinado na Escola Técnica de Comércio e no Seminário de São Pedro, em Natal, posteriormente em faculdades incorporadas à universidade.
Figurou como um dos fundadores da Escola de Serviço Social, da Faculdade de Ciências Econômicas, da qual foi diretor durante oito anos; da Faculdade de Filosofia, Ciências e Letras, ocupando a função de vice-diretor; bem como da Universidade Estadual do Rio Grande do Norte, hoje Universidade Federal (UFRN), da qual foi professor e Pró-Reitor Estudantil.
Foi membro da Academia Norte Rio-Grandense de Letras, onde ocupou a cadeira nº 25 da qual é Patrono o poeta [Ponciano Barbosa], da Academia de Letras e Artes do Nordeste, e sócio do Instituto Histórico e Geográfico do Rio Grande do Norte.
Foi agraciado com o título de Cidadão Natalense, pelo Decreto Legislativo nº 600/02 da Câmara Municipal de Natal, em 17 de junho de 2002.
Foi homenageado com a medalha do mérito governador Dinarte Mariz, pelo Tribunal de Contas do Rio Grande do Norte, em 9 de dezembro de 2005.
Colaborou por muito tempo nos jornais A Razão, A Ordem, A República, o Diário de Natal, o Poti, a Tribuna do Norte, A Verdade, o Jornal de Hoje, na publicação literária o Galo e nas Revistas do Instituto Histórico e Geográfico do Rio Grande do Norte e da Academia Norte Riograndense de Letras, e nas revistas Tempo Universitário e História, da UFRN.

## Livros publicados
- Introdução ao Estudo da História
- Economia e Promoção na História Social
- Presença de Autores e Livros
- A fé e a vida
- A Cidade e o Trampolim
- Prazer na Literatura
- Minha cidade antigamente
- As Leituras e a Viagem
- Principalmente o Amor
- O Trabalho de Cada Um
- O Propósito e a Ação
- A Emoção Solidária
- Em tempo de libertação e desamor